# Tagraxofusp
Le tagraxofusp est un médicament anticancéreux utilisé pour traiter le néoplasme des cellules dendritiques plasmacytoïdes blastiques.

## Utilisation médicale
Le tagraxofusp est vendu sous le nom de marque Elzonris. Le médicament est administré par injection progressive dans une veine. Le tagraxofusp est associé à des  antihistaminiques et stéroïdes pour diminuer le risque de réactions allergiques.
Le tagraxofusp est une protéine de fusion constituée d'interleukine 3 fusionnée à la toxine diphtérique. L'IL-3 se fixe aux cellules BPDCN, entraînant leur mort.

## Effets secondaires
Les effets secondaires du tagraxofusp comprennent une faible albuminémie, des problèmes de foie, une faible numération plaquettaire, des nausées, de la fatigue et de la fièvre.
Un effet secondaire grave, le syndrome de fuite capillaire pourrait affecter une personne sur 5.

## Histoire
Le tagraxofusp a été approuvé pour un usage médical aux États-Unis en 2018 et en Europe en 2021,. Aux États-Unis, le coût était d'environ 29 000 dollars américains pour 1 000 ug en 2021.
L'Agence Européenne des médicaments a accordé le statut de médicament orphelin au tagraxofusp en 2015. En juin 2021, une décision de la Haute autorité de santé déclare que le service médical rendu par le thérapeutique n'est pas compatible avec sa prise en charge par la sécurité sociale française.